# Ранковий патруль
Ранковий патруль (англ. The Dawn Patrol) — американська військова драма режисера Говарда Гоукса 1930 року.

## Сюжет
Перша світова війна. Льотчик 59-го британського повітряного дивізіону капітан Кортні безперервно критикує свого безпосереднього командира, майора Бранда. На його думку, майор бездушно штовхає в бій молодиків, які щойно пройшли навчання і користується літаками, які давно слід було списати. Однак після азартного нападу на ворога, початого Кортні і його другом, лейтенантом Скоттом, Бранд отримує підвищення по службі і на своє місце висуває непримиренного бунтаря. Тепер Кортні самому доводиться розриватися між наказами начальства і прагненням у що б то не стало зберегти життя своїх підлеглих.

## У ролях
- Річард Бартелмесс — Дік Кортні
- Дуглас Фербенкс молодший — Дуглас Скотт
- Ніл Гемілтон — майор Бранд
- Френк МакХью — Флаерті
- Клайд Кук — Ботт
- Джеймс Фінлейсон — сержант
- Гарднер Джеймс — Ральф Голістер
- Вільям Дженні — Гордон Скотт
- Едмунд Бреон — лейтенант Фіппс